# Francesco Bardi
Francesco Bardi (Liorna, 18 de gener de 1992) és un futbolista professional italià que juga com a porter al Frosinone Calcio cedit de l'Internazionale Milano.
El juliol de 2015 fou presentat com a jugador del RCD Espanyol, cedit per l'Inter de Milà. Amb el club català no va arribar a debutar en lliga, i el 28 de gener de 2016 Bardi va tornar a Itàlia, cedit al club de la Serie B Frosinone.